# Hwang Hee-chan
Hwang Hee-chan (koreanisch 황희찬, * 26. Januar 1996 in Chuncheon), im deutschsprachigen Raum bekannt unter der dort üblichen Namensreihenfolge Hee-chan Hwang, ist ein südkoreanischer Fußballspieler, der seit August 2021 bei den Wolverhampton Wanderers in der Premier League unter Vertrag steht.

## Karriere

### Verein
Hwang begann seine Karriere bei den Pohang Steelers. Im Januar 2015 kam er zum österreichischen Bundesligisten FC Red Bull Salzburg, bei dem er einen Vertrag mit einer Laufzeit bis zum 30. Juni 2019 unterschrieb. Zunächst wurde Hwang beim Farmteam, dem FC Liefering, in der zweiten Liga eingesetzt. Er debütierte im Februar 2015 für den FC Liefering, als er am 21. Spieltag der Saison 2014/15 gegen den SC Austria Lustenau in der Startelf stand und in der 62. Minute durch Mathias Honsak ersetzt wurde. Seinen ersten Treffer für Liefering erzielte er im April 2015 bei einem 4:1-Sieg gegen den TSV Hartberg. Im August 2015 machte er bei einem 5:3-Sieg gegen den SV Austria Salzburg erstmals zwei Tore in einem Spiel in der zweithöchsten Spielklasse.
Im Dezember 2015 stand er gegen den Wolfsberger AC erstmals im Kader von Red Bull Salzburg. Sein Debüt in der Bundesliga gab er im selben Monat, als er am 19. Spieltag der Saison 2015/16 gegen die SV Mattersburg von Beginn an zum Einsatz kam und in der 79. Minute durch Omer Damari ersetzt wurde. Mit Salzburg wurde er zu Saisonende österreichischer Meister und Pokalsieger.
Am 20. Oktober 2016 absolvierte er sein erstes internationales Spiel für Salzburg, als er in der Europa League gegen den OGC Nizza in der 83. Minute für Fredrik Gulbrandsen ins Spiel gebracht wurde. Am 23. Oktober 2016 erzielte Hwang bei einem 5:1-Sieg gegen den SKN St. Pölten seine ersten beiden Tore in der höchsten österreichischen Spielklasse. Am 3. November 2016 erzielte er, nachdem er in der 62. Minute für Fredrik Gulbrandsen eingewechselt worden war, im Rückspiel gegen Nizza beide Tore von Red Bull Salzburg beim 2:0-Sieg gegen die Franzosen.
In der Saison 2016/17 holte er mit Salzburg erneut das Double aus Meisterschaft und Cup. Im Finale des ÖFB-Cups gegen den SK Rapid Wien, das Salzburg mit 2:1 gewann, erzielte Hwang den Treffer zum zwischenzeitlichen 1:0.
In der Saison 2017/18 erreichte er mit Red Bull Salzburg das Halbfinale in der Europa League. Hwang erzielte dabei zwei Tore: Beim 3:0-Sieg gegen Vitória Guimarães in der Gruppenphase und beim 4:1-Sieg gegen Lazio Rom im Viertelfinalrückspiel. Zudem wurde Hwang mit Salzburg in jener Saison erneut österreichischer Meister.
Am 31. August 2018 wechselte Hwang bis zum Ende der Saison 2018/19 auf Leihbasis in die 2. Bundesliga zum Hamburger SV. Sein erstes Spiel in der zweithöchsten deutschen Spielklasse absolvierte er am 15. September 2018, als er gegen den 1. FC Heidenheim über die volle Spielzeit zum Einsatz kam. Am 18. September 2018 erzielte er, nachdem er in der Halbzeitpause eingewechselt worden war, bei einem 1:0-Sieg gegen Dynamo Dresden sein erstes Tor für die Hamburger in der 2. Bundesliga. Bis Saisonende kam Hwang unter den Cheftrainern Christian Titz und Hannes Wolf auf 20 Zweitligaeinsätze, in denen er 2 Tore erzielte. Zwischenzeitlich fiel Hwang aufgrund einer Verletzung, die er sich bei der Asienmeisterschaft 2019 zugezogen hatte, und aufgrund einer in der Liga erlittenen Verletzung aus. Am Saisonende belegte der HSV den 4. Platz und verpasste den direkten Wiederaufstieg in die Bundesliga. Hwang wurde vom Kicker mit einer Durchschnittsnote von 4,09 als notenschlechtester Spieler der gesamten Liga eingestuft.
Zur Saison 2019/20 kehrte Hwang nach Salzburg zurück. Für die Salzburger absolvierte er in jener Saison 27 Bundesligaspiele, in denen er elf Tore erzielte. Zudem kam er zu sechs Einsätzen in der UEFA Champions League, in denen er drei Tore machte, und zwei Einsätzen nach dem Umstieg in die Europa League. Mit Salzburg holte er abermals das Double aus Liga und Pokal.
Zur Saison 2020/21 wechselte der Südkoreaner ein zweites Mal nach Deutschland, diesmal zum Erstligisten RB Leipzig, bei dem er einen bis Juni 2025 laufenden Vertrag erhielt. Hwang war bereits der 17. Spieler, der von Salzburg nach Leipzig transferiert wurde. Sein Bundesliga-Debüt für den Verein gab er am 1. Spieltag beim 3:1-Sieg gegen den FSV Mainz, als er in der 69. Minute für den verletzungsbedingt ausgewechselten Dani Olmo ins Spiel kam. Zuvor befand er sich schon beim Auswärtsspiel gegen den 1. FC Nürnberg am 12. September im DFB-Pokal in der Startelf. Dabei gelang ihm in der 90. Minute der finale Treffer zum 0:3-Endstand. Ein schwerer Krankheitsverlauf infolge einer Infektion mit dem Virus SARS-CoV-2, die er sich Mitte November 2020 während einer Länderspielreise zugezogen hatte, setzte den Stürmer bis zum Jahresende allerdings außer Gefecht, sodass er erst am 9. Januar 2021 bei einer Heimniederlage gegen Borussia Dortmund sein Comeback auf dem Feld geben konnte. Am Saisonende standen für den Stürmer 18 absolvierte Ligabegegnungen im Trikot des Vizemeisters zu Buche, in denen er vorrangig als Ergänzungsspieler eingesetzt wurde; ein Tor hatte er nicht erzielt.
Ende August 2021 schloss sich Hwang für eine Saison leihweise den Wolverhampton Wanderers in der Premier League an. Ende Januar 2022 zog der britische Erstligist eine Kaufoption in Höhe von 17 Millionen Euro und Hwang unterschrieb einen Vertrag mit einer Laufzeit bis 30. Juni 2026.

### Nationalmannschaft
Hwang nahm mit der südkoreanischen U-23-Nationalmannschaft am olympischen Fußballturnier 2016 in Rio de Janeiro teil.
Im September 2016 debütierte er für die A-Nationalmannschaft, als er im WM-Quali-Spiel gegen China in Minute 79 für Ja-Cheol Koo eingewechselt wurde. Mit Südkorea nahm er 2018 an der Weltmeisterschaft teil. Südkorea schied als Dritter der Gruppe F in der Vorrunde aus. Hwang kam in allen drei Spielen seines Landes zum Einsatz, in zwei davon stand er in der Startelf.
Im selben Jahr nahm er auch mit der U-23-Mannschaft von Südkorea an den Asienspielen teil. Mit Südkorea gewann er das Turnier. Hwang kam in sechs der sieben Spiele zum Einsatz; dabei erzielte er beim 6:0-Vorrundensieg gegen Bahrain ein Tor, beim 4:3-Sieg gegen Usbekistan im Viertelfinale erzielte er in der Verlängerung den Siegtreffer und im Finale gegen Japan steuerte er ein Tor zum 2:1-Sieg Südkoreas in der Verlängerung bei.
Hwang stand im Kader Südkoreas für die Fußball-Asienmeisterschaft 2019. Während des Turniers kam Hwang in vier von fünf Spielen der Südkoreaner zum Einsatz und erzielte dabei auch ein Tor. Bei der Viertelfinalniederlage gegen den späteren Sieger Katar kam Hwang nicht zum Einsatz.
Am 11. November 2020 erzielte Hwang das schnellste Tor der Länderspielgeschichte der Südkoreaner, nach bereits 16 Sekunden schoss er zur Führung. Am Schluss gewann Südkorea mit 2:1 das Freundschaftsspiel, welches gleichzeitig der 500. Länderspielsieg des Landes war, gegen die Nationalmannschaft von Katar in der BSFZ-Arena in Maria Enzersdorf (Niederösterreich).

## Erfolge
- Österreichischer Meister: 2016, 2017, 2018, 2020
- Österreichischer Cup-Sieger: 2016, 2017, 2020
- Goldmedaille bei den Asienspielen 2018
- DFB-Pokal-Sieger: 2021/22 (bei Rasenballsport Leipzig)